# Таляну, Роберт
Ро́берт Константи́н Таля́ну (рум. Robert Constantin Taleanu; 9 июля 1979, Буштени) — румынский саночник, выступал за сборную Румынии в конце 1990-х — середине 2000-х годов. Участник зимних Олимпийских игр в Солт-Лейк-Сити, участник многих международных турниров и национальных первенств.

## Биография
Роберт Таляну родился 9 июля 1979 года в городе Буштени. На взрослом Кубке мира дебютировал в сезоне 1998/1999, занял в общем парном зачёте двадцать восьмое место. Год спустя был семидесятым среди одиночек и двадцать пятым среди двоек, помимо этого, в двойках занял двадцать четвёртое место на чемпионате мира в швейцарском Санкт-Морице, а также побывал на европейском первенстве в немецком Винтерберге, где показал тридцать четвёртое время на одноместных санях и пятнадцатое на двухместных.
В двух последующих сезонах неизменно попадал в тридцатку лучших пар в зачёте Кубка мира, в 2002 году закрыл двадцатку сильнейших на чемпионате Европы в Альтенберге. Благодаря череде удачных выступлений удостоился права защищать честь страны на зимних Олимпийских играх 2002 года в Солт-Лейк-Сити — вместе со своим напарником Йоном Кристьяном Станчиу расположился на шестнадцатой позиции парного зачёта.
После Олимпиады Таляну остался в основном составе национальной команды Румынии и продолжил принимать участие в крупнейших международных турнирах. Так, в 2003 году он побывал на чемпионате мира в латвийской Сигулде, занял сорок третье место среди одиночек и шестнадцатое место среди двоек, в общем зачёте Кубка мира при этом был пятьдесят пятым и двенадцатым на одноместных и двухместных санях соответственно. На мировом первенстве 2004 года в японском Нагано пришёл к финишу тридцать седьмым в одиночном разряде и четырнадцатым в парном. Вскоре после этих соревнований принял решение завершить карьеру профессионального спортсмена, уступив место в сборной молодым румынским саночникам.